# 1556 az irodalomban
Az 1556. év az irodalomban.

## Új művek

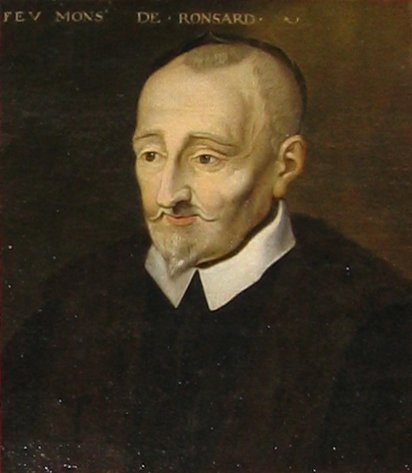
Pierre de Ronsard

- Kolozsvárott az 1550-es évek közepén, feltehetően 1556-ban[1] megjelenik a Hoffgreff-énekeskönyv; a protestáns jellegű gyűjtemény bibliai históriákat és oktató énekeket tartalmaz, kottájukkal együtt. Ez az első olyan, magyar nyelvű gyűjtemény, amely a templomi istentiszteleten kívüli egyéb éneklési alkalmakra született.[2]
- Pierre de Ronsard francia költő verseskötetei 1555–1556-ban:
  - Continuation des amours (1555)
  - Nouvelle continuation des amours (1556)
  - Les Hymnes (himnuszainak két könyve; 1555, 1556).
- John Heywood angol udvari zenész, író burleszk eposza: The Spider and the Flie (A pók és a légy).[3]

## Halálozások

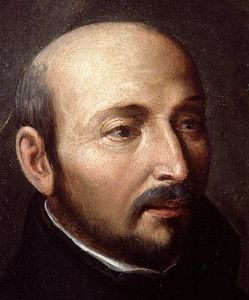
Loyolai Szent Ignác

- január 30. – Tinódi Lantos Sebestyén magyar énekszerző, lantos, a 16. századi magyar epikus költészet jelentős képviselője. (* 1510 körül)
- július 31. – Loyolai Szent Ignác spanyol teológus, a jezsuita rend alapítója (* 1491)
- október 21. – Pietro Aretino (Arezzói Péter) itáliai reneszánsz író és költő (* 1492)
- december 23. – Nicholas Udall angol drámaíró, az egyik legkorábbi szabályos szerkezetű, ötfelvonásos angol vígjáték, a  Ralph Roister Doister (Handabanda Bandi) szerzője[4] (* 1504)
- 1556 – Fuzúli azerbajdzsáni származású oszmán-török költő, a diván-költészet egyik legismertebb alakja, aki az azeri török mellett perzsául, oszmán-törökül és arabul is írt (* 1483 ?)